# Finter Bank Zürich
Die Finter Bank Zürich AG war eine Schweizer Privatbank mit Sitz in Zürich.

## Geschichte
Gegründet 1958, umfasste das Tätigkeitsgebiet der Finter Bank hauptsächlich das Private Banking, die Vermögensverwaltung und das Anlagefondsgeschäft. Finter beschäftigte 71 Mitarbeiter und verwaltete per Ende 2014 Kundenvermögen in der Höhe von 1,8 Milliarden Schweizer Franken. Neben dem Hauptsitz in Zürich verfügte die Bank über Standorte in Chiasso, Lugano und auf den Bahamas.
Am 4. September 2015 gab die Bank Vontobel die Übernahme der Finter Bank bekannt. Der Kaufpreis belief sich auf ca. 1,1 % der von Finter verwalteten Kundenvermögen zuzüglich des hauptsächlich aus Überschusskapital bestehenden Buchwertes.